# Liste der EU-Vogelschutzgebiete in Baden-Württemberg
Als Europäisches Vogelschutzgebiet oder Special Protection Area (SPA) bezeichnet man Schutzgebiete, deren Grundlage 1979 im Art. 4 (1) der Europäischen Vogelschutzrichtlinie – aktuell gilt die Fassung 2009/147/EG – gelegt wurde. Diese Gebiete sind Teil des zusammenhängenden Netzes von Schutzgebieten, das Natura 2000 genannt wird. Die Europäischen Vogelschutzgebiete unterliegen den Schutzkriterien der Fauna-Flora-Habitat-Richtlinie.
In Baden-Württemberg wurden durch Verordnung des Ministeriums für Ernährung und Ländlichen Raum (VSG-VO) vom 5. Februar 2010 insgesamt 90 Europäische Vogelschutzgebiete mit einer Gesamtfläche von 398.215,08 Hektar (ha) ausgewiesen. Das entspricht einem Anteil von 11,16 Prozent an der Fläche des Bundeslandes. Elf Schutzgebiete erstrecken sich über jeweils zwei Regierungsbezirke. Die Anzahl der Schutzgebiete ist um diese Mehrfachnennungen korrigiert und entspricht deshalb nicht der Aufsummierung der Anzahlen der Gebiete in den vier Regierungsbezirken (Stand: 10. Dezember 2022).
|                            | Anzahl | Gesamtfläche (ha) | Flächenanteil (%) |
| -------------------------- | ------ | ----------------- | ----------------- |
| Regierungsbezirk Stuttgart | 21     | 68.891,14         | 6,53              |
| Regierungsbezirk Karlsruhe | 23     | 56.091,88         | 8,11              |
| Regierungsbezirk Freiburg  | 34     | 182.471,50        | 19,52             |
| Regierungsbezirk Tübingen  | 23     | 84.333,59         | 9,53              |
| Baden-Württemberg, gesamt  | 90     | 398.213,72        | 11,16             |

## Hinweise zu den Angaben in der Tabelle
- Gebietsname: Amtliche Bezeichnung des Schutzgebiets
- Bild/Commons: Bild und Link zu weiteren Bildern aus dem Schutzgebiet
- BfN-ID: Kennung des Schutzgebietes, vergeben durch das Bundesamt für Naturschutz
- WDPA-ID: Link zum Schutzgebiet in der World Database on Protected Areas
- EEA-ID: Link zum Schutzgebiet in der Datenbank der European Environment Agency (EEA)
- seit: Datum der Ausweisung als Schutzgebiet
- Lage: Geografischer Standort
- Kreis/Stadt: Landkreis oder Gemeinde, auf deren Gebiet sich das Schutzgebiet befindet
- Fläche: Gesamtfläche des Schutzgebiets in Hektar
- Bemerkungen: Besonderheiten und Anmerkungen

Bis auf die Spalte Lage sind alle Spalten sortierbar.

## Tabelle
| Gebietsname                                                                     | Bild/Commons   | BfN-ID   | WDPA-ID   | EEA-ID    | seit | Lage | Kreis/Stadt | Fläche ha | Bemerkungen |
| ------------------------------------------------------------------------------- | -------------- | -------- | --------- | --------- | ---- | ---- | --- | --------- | --- |
| Acher-Niederung                                                                 |                | 7314-441 | 555537888 | DE7314441 | 2001 | ⊙    | Landkreis Rastatt Ortenaukreis                                                                                           | 001029,80 | RA (654,6) OG (375,2) Wiesenniederungen von Schwarzwaldzuflüssen in der Rheinebene                                 |
| Adelegg                                                                         | weitere Bilder | 8226-441 | 555537957 | DE8226441 | 2001 | ⊙    | Isny im Allgäu Leutkirch im Allgäu                                                                                       | 002861,85 | RV Alpin geprägter überwiegend bewaldeter Gebirgsstock                                                             |
| Albtrauf Heubach                                                                | weitere Bilder | 7225-401 | 555537878 | DE7225401 | 2006 | ⊙    | Heubach | 000426,77 | AA Albtrauf mit ausgedehnten Buchenwäldern, eingestreuten Wacholderheiden und Felsformationen                      |
| Albuch                                                                          | weitere Bilder | 7226-441 | 555537879 | DE7226441 | 2006 | ⊙    | Königsbronn Steinheim am Albuch Heidenheim an der Brenz Bartholomä Essingen Oberkochen Böhmenkirch                       | 008644,71 | HDH (5669,3) AA (2596,4) GP (379,0) Großflächig zusammenhängendes Waldgebiet                                       |
| Baar                                                                            | weitere Bilder | 8017-441 | 555537935 | DE8017441 | 2001 | ⊙    | Schwarzwald-Baar-Kreis Landkreis Tuttlingen Landkreis Breisgau-Hochschwarzwald Landkreis Rottweil                        | 037701,59 | VS (30987,8) TUT (3808,7) RW (1861,9) FR (1043,2) Hochebene zwischen Schwarzwald und Schwäbischer Alb              |
| Baggerseen Krauchenwies/Zielfingen                                              | weitere Bilder | 7921-401 | 555537927 | DE7921401 | 2006 | ⊙    | Krauchenwies Mengen Sigmaringen Sigmaringendorf                                                                          | 000750,13 | SIG Baggerseenlandschaft entlang der Ablach                                                                        |
| Bergstraße Dossenheim-Schriesheim                                               | weitere Bilder | 6518-401 | 555537800 | DE6518401 | 2004 | ⊙    | Rhein-Neckar-Kreis | 000370,72 | HD Weinberge, Wiesen und Streuobst mit Trockenmauern und Kleingärten                                               |
| Blitzenreuter Seenplatte mit Altshauser Weiher                                  | weitere Bilder | 8123-441 | 555537944 | DE8123441 | 2006 | ⊙    | Fronreute Wolpertswende Altshausen Eichstegen                                                                            | 001626,09 | RV Moorkomplexe, Seen und Weiher                                                                                   |
| Bodanrück                                                                       | weitere Bilder | 8220-402 | 555537953 | DE8220402 | 2001 | ⊙    | Allensbach Bodman-Ludwigshafen Reichenau Konstanz Radolfzell am Bodensee                                                 | 006310,93 | KN Waldreicher Molasse-Höhenzug mit Misch- und Laubmischwäldern                                                    |
| Bodenmöser                                                                      | weitere Bilder | 8325-441 | 555537964 | DE8325441 | 2001 | ⊙    | Argenbühl Isny im Allgäu                                                                                                 | 000917,51 | RV Größerer Moor- und Wiesenkomplex                                                                                |
| Brandhalde                                                                      |                | 7617-401 | 555537909 | DE7617401 | 2001 | ⊙    | Oberndorf am Neckar | 000009,88 | RW Teilbereich des oberen Neckartales                                                                              |
| Bremgarten                                                                      | weitere Bilder | 8011-441 | 555537933 | DE8011441 | 2006 | ⊙    | Landkreis Breisgau-Hochschwarzwald                                                                                       | 000520,08 | FR Ehemaliger Militärflugplatz                                                                                     |
| Donauried                                                                       | weitere Bilder | 7527-441 | 555537907 | DE7527441 | 2006 | ⊙    | Asselfingen Langenau Rammingen Sontheim an der Brenz Niederstotzingen Herbrechtingen                                     | 004253,18 | HDH (1510,4) UL (2742,6) Ausgedehnte vermoorte Niederung                                                           |
| Elzniederung zwischen Kenzingen und Rust                                        | weitere Bilder | 7712-402 | 555537915 | DE7712402 | 2006 | ⊙    | Landkreis Emmendingen Ortenaukreis                                                                                       | 001084,97 | EM (800,0) OG (285,0) Wässerwiesen, Wirtschaftswiesen, Felder, Heckenstreifen, Feldgehölze                         |
| Enztal Mühlhausen-Roßwag                                                        | weitere Bilder | 7019-441 | 555537863 | DE7019441 | 2000 | ⊙    | Mühlacker Illingen Vaihingen an der Enz                                                                                  | 000539,75 | LB (246,3) PF (293,5) Mäandrierender Fluss mit Auewald, Wiesen und Altwasser                                       |
| Eriskircher Ried                                                                | weitere Bilder | 8323-401 | 555537962 | DE8323401 | 2006 | ⊙    | Eriskirch Friedrichshafen Langenargen                                                                                    | 000603,52 | FN Riedflächen und Streuwiesen zwischen Schussen- und Rotachmündung                                                |
| Eselsburger Tal                                                                 | weitere Bilder | 7327-441 | 555537891 | DE7327441 | 2007 | ⊙    | Herbrechtingen Gerstetten                                                                                                | 000327,69 | HDH Tief eingeschnittenes Flusstal der Brenz                                                                       |
| Federseeried                                                                    | weitere Bilder | 7923-401 | 555537928 | DE7923401 | 2006 | ⊙    | Landkreis Biberach | 002929,85 | BC Riedlandschaft mit eutrophem Flachsee                                                                           |
| Felsenberg                                                                      |                | 6618-402 | 555537816 | DE6618402 | 2004 | ⊙    | Rhein-Neckar-Kreis | 000005,86 | HD alter Sandsteinbruch mit breiter Steilwand                                                                      |
| Gottswald                                                                       |                | 7513-442 | 555537905 | DE7513442 | 2006 | ⊙    | Ortenaukreis | 002208,32 | OG Großflächiger Waldkomplex                                                                                       |
| Grienwiesen und Wernauer Baggerseen                                             | weitere Bilder | 7322-401 | 555537889 | DE7322401 | 2007 | ⊙    | Wernau (Neckar) Unterensingen Wendlingen am Neckar Köngen                                                                | 000068,59 | ES ehemalige Kiesgruben am Neckar mit Verlandungszonen                                                             |
| Hardtwald nördlich von Karlsruhe                                                | weitere Bilder | 6916-441 | 555537856 | DE6916441 | 2004 | ⊙    | Landkreis Karlsruhe Karlsruhe                                                                                            | 004742,39 | KA (3043,2) KA Kiefernwald mit Altbeständen an Stieleichen und aufgelassener Kiesgrube                             |
| Heiden und Wälder Tauberland                                                    | weitere Bilder | 6323-441 | 555537761 | DE6323441 | 2004 | ⊙    | Königheim Werbach Külsheim Tauberbischofsheim Hardheim                                                                   | 001117,34 | MOS (139,2) TBB (978,1) Heiden, Mager- und Trockenrasen auf steilen Muschelkalkhängen                              |
| Hohenloher Ebene östlich von Wallhausen                                         |                | 6726-441 | 555537831 | DE6726441 | 2004 | ⊙    | Satteldorf Wallhausen | 000538,88 | SHA Wichtiger Korridor für den Vogelzug                                                                            |
| Hohentwiel/Hohenkrähen                                                          | weitere Bilder | 8218-401 | 555537951 | DE8218401 | 2006 | ⊙    | Hilzingen Mühlhausen-Ehingen Singen (Hohentwiel)                                                                         | 000150,41 | KN Wichtiger Korridor für den Vogelzug                                                                             |
| Höwenegg                                                                        | weitere Bilder | 8018-401 | 555537936 | DE8018401 | 1998 | ⊙    | Immendingen | 000020,74 | TUT Vulkankomplex, geologisches Dokument                                                                           |
| Jagst mit Seitentälern                                                          | weitere Bilder | 6624-401 | 555537817 | DE6624401 | 2000 | ⊙    | Hohenlohekreis Landkreis Heilbronn Landkreis Schwäbisch Hall Neckar-Odenwald-Kreis Ostalbkreis                           | 000852,18 | AA (6,3) KÜN (312,0) HN (250,1) SHA (267,1) MOS (16,7) Eingeschnittenes Flusstal mit naturnahen Hangwäldern        |
| Johanniterwald                                                                  |                | 7712-403 | 555537916 | DE7712403 | 2008 | ⊙    | Kenzingen Rheinhausen | 000057,55 | EM Eichen-Hainbuchenwälder                                                                                         |
| Kaiserstuhl                                                                     | weitere Bilder | 7912-442 | 555537925 | DE7912442 | 2006 | ⊙    | Landkreis Breisgau-Hochschwarzwald Landkreis Emmendingen                                                                 | 007922,78 | FR (5314,9) EM (2607,9) Rebgroßterrassen, Rebkleinterrassen                                                        |
| Kälberklamm und Hasenklamm                                                      | weitere Bilder | 7016-401 | 555537861 | DE7016401 | 2001 | ⊙    | Ettlingen Waldbronn Karlsruhe                                                                                            | 000021,27 | KA Zwei Kerbbachsysteme mit natürlichen Quellbereichen                                                             |
| Kammbach-Niederung                                                              | weitere Bilder | 7413-441 | 555537894 | DE7413441 | 2007 | ⊙    | Ortenaukreis | 001834,90 | OG Wiesenniederung mit hohem Feuchtwiesenanteil                                                                    |
| Kinzig-Schutter-Niederung                                                       | weitere Bilder | 7513-441 | 555537904 | DE7513441 | 2006 | ⊙    | Ortenaukreis | 002821,85 | OG Mosaik von Nasswiesen, Äckern, Reste von Streuwiesen und Großseggenrieden                                       |
| Kocher mit Seitentälern                                                         | weitere Bilder | 6823-441 | 555537850 | DE6823441 | 2004 | ⊙    | Hohenlohekreis Landkreis Heilbronn Landkreis Schwäbisch Hall                                                             | 000888,40 | SHA (401,5) HN (85,2) KÜN (401,7) Sohltal des Kochers mit naturbelassenen Abschnitten                              |
| Kochhartgraben und Ammertalhänge                                                | weitere Bilder | 7419-401 | 555537897 | DE7419401 | 2006 | ⊙    | Ammerbuch Rottenburg am Neckar                                                                                           | 000053,58 | TÜ Kulturlandschaft mit Rasenkomplexen, Saumgesellschaften, Schafweiden, Hecken und Streuobstwiesen                |
| Konstanzer Bucht des Bodensees                                                  | weitere Bilder | 8321-401 | 555537961 | DE8321401 | 2006 | ⊙    | Konstanz | 000311,12 | KN Wasserfläche mit Flachwasserzonen                                                                               |
| Korker Wald                                                                     |                | 7313-442 | 555537887 | DE7313442 | 2006 | ⊙    | Ortenaukreis | 002826,72 | OG Großflächige Waldkomplexe mit alten Eichen-Hainbuchenwäldern                                                    |
| Lappen bei Walldürn                                                             |                | 6422-401 | 555537786 | DE6422401 | 2003 | ⊙    | Neckar-Odenwald-Kreis | 000062,58 | MOS wechselfeuchte Wiesen in Muldenlage                                                                            |
| Lindenweiher                                                                    | weitere Bilder | 7924-401 | 555537929 | DE7924401 | 2006 | ⊙    | Hochdorf | 000046,33 | BC Künstlich aufgestauter Weiher im Bereich der Niederterrassenschotter des Rißtals                                |
| Mindelsee                                                                       | weitere Bilder | 8220-403 | 555537954 | DE8220403 | 2001 | ⊙    | Radolfzell am Bodensee Allensbach                                                                                        | 000409,12 | KN Eiszeitlicher See mit bewaldeten Steilufern und Verlandungszonen                                                |
| Mittlere Schwäbische Alb                                                        | weitere Bilder | 7422-441 | 555537899 | DE7422441 | 2001 | ⊙    | Alb-Donau-Kreis Landkreis Esslingen Landkreis Göppingen Landkreis Reutlingen Landkreis Tübingen Zollernalbkreis          | 039597,26 | RT (18988,2) GP (12642,5) ES (5804,5) TÜ (1696,8) BL (310,6) UL (154,7) Vielfältige Kultur- und Naturlandschaft    |
| Mittlerer Rammert                                                               | weitere Bilder | 7519-401 | 555537906 | DE7519401 | 2001 | ⊙    | Rottenburg am Neckar Ofterdingen Dußlingen Tübingen                                                                      | 002749,54 | TÜ Streuobstwiesen, Kleingartenanlagen und naturnahe Eichen-Buchenwälder                                           |
| Mittlerer Schwarzwald                                                           | weitere Bilder | 7915-441 | 555537926 | DE7915441 | 2001 | ⊙    | Schwarzwald-Baar-Kreis Landkreis Emmendingen Landkreis Breisgau-Hochschwarzwald Ortenaukreis Landkreis Rottweil          | 021665,69 | VS (10677,9) FR (3051,9) OG (2398,0) EM (5319,5) RW (218,3) Hochgelegene Waldgebiete                               |
| Mooswälder bei Freiburg                                                         | weitere Bilder | 7912-441 | 555537924 | DE7912441 | 2004 | ⊙    | Landkreis Breisgau-Hochschwarzwald Landkreis Emmendingen Freiburg im Breisgau                                            | 003617,41 | FR (950,1) EM (65,2) FR Überwiegend bewaldeter Schwemmfächer der Dreisam                                           |
| Nordschwarzwald                                                                 | weitere Bilder | 7415-441 | 555537895 | DE7415441 | 2006 | ⊙    | Landkreis Calw Landkreis Freudenstadt Landkreis Rastatt Landkreis Rottweil Ortenaukreis Baden-Baden                      | 036045,11 | OG (17414,1) OG (5451,0) RA (9248,7) CW (2588,3) RW (977,5) BAD Naturnahe Bergmischwälder                          |
| Ostalbtrauf bei Aalen                                                           | weitere Bilder | 7126-401 | 555537872 | DE7126401 | 2006 | ⊙    | Aalen | 000561,47 | AA Bewaldeter Höhenrücken des Härtsfeldes                                                                          |
| Pfrunger und Burgweiler Ried                                                    | weitere Bilder | 8022-401 | 555537937 | DE8022401 | 2000 | ⊙    | Ostrach Wilhelmsdorf Riedhausen Königseggwald Guggenhausen                                                               | 002825,81 | RV (1392,4) SIG (1433,4) Moorkomplex aus Hoch-, Zwischen- und Niedermooren                                         |
| Pleidelsheimer Wiesental mit Altneckar                                          | weitere Bilder | 7021-401 | 555537864 | DE7021401 | 2001 | ⊙    | Landkreis Ludwigsburg Freiberg am Neckar, Ingersheim und Pleidelsheim                                                    | 000042,07 | LB Ehemaliger Baggersee im Neckartal                                                                               |
| Renchniederung                                                                  |                | 7313-441 | 555537886 | DE7313441 | 2006 | ⊙    | Achern Renchen Rheinau Appenweier                                                                                        | 001855,81 | OG Niederung mit vielfältiger Nutzung                                                                              |
| Rheinniederung Altlußheim-Mannheim                                              | weitere Bilder | 6616-441 | 555537813 | DE6616441 | 2006 | ⊙    | Rhein-Neckar-Kreis Mannheim                                                                                              | 004451,83 | HD (4033,6) MA (Stadt) (418,3) Rheinniederungslandschaft mit Altrheinen und Altrheininseln                         |
| Rheinniederung Breisach-Sasbach mit Limberg                                     |                | 7911-401 | 555537923 | DE7911401 | 2006 | ⊙    | Landkreis Breisgau-Hochschwarzwald Landkreis Emmendingen                                                                 | 001115,97 | FR (647,3) EM (468,6) Gestauter Rhein, Bastardaue, ehemalige Aue                                                   |
| Rheinniederung Elchesheim-Karlsruhe                                             | weitere Bilder | 7015-441 | 555537860 | DE7015441 | 1999 | ⊙    | Karlsruhe Landkreis Karlsruhe Landkreis Rastatt                                                                          | 002165,19 | KA (448,3) KA (Stadt) (954,8) RA (762,1) Flussbegleitende Überflutungsaue                                          |
| Rheinniederung Haltingen-Neuenburg mit Vorbergzone                              | weitere Bilder | 8211-401 | 555537950 | DE8211401 | 2006 | ⊙    | Neuenburg am Rhein Efringen-Kirchen Bad Bellingen Schliengen Weil am Rhein                                               | 001475,45 | FR (576,3) LÖ (899,2) Naturnaher Fluss mit Schnellen und Kiesbänken                                                |
| Rheinniederung Karlsruhe-Rheinsheim                                             | weitere Bilder | 6816-401 | 555537845 | DE6816401 | 2000 | ⊙    | Karlsruhe Landkreis Karlsruhe                                                                                            | 005115,67 | KA (4876,1) KA (Stadt) (239,6) Altaue, aktuelles Überschwemmungsgebiet in Mäanderzone                              |
| Rheinniederung Kehl-Helmlingen                                                  |                | 7313-401 | 555537885 | DE7313401 | 2006 | ⊙    | Ortenaukreis | 002133,79 | OG Gestauter Rhein mit Staustufe Gambsheim, ehemalige Aue                                                          |
| Rheinniederung Neuenburg-Breisach                                               |                | 8011-401 | 555537932 | DE8011401 | 2001 | ⊙    | Landkreis Breisgau-Hochschwarzwald                                                                                       | 002782,11 | FR Restrhein mit Schnellen und Kiesbänken                                                                          |
| Rheinniederung Nonnenweier-Kehl                                                 | weitere Bilder | 7512-401 | 555537903 | DE7512401 | 2001 | ⊙    | Ortenaukreis | 003900,76 | OG Gestauter Rhein, ehemalige Aue, ausgedehntes Altrheinsystem                                                     |
| Rheinniederung Sasbach-Wittenweier                                              | weitere Bilder | 7712-401 | 555537914 | DE7712401 | 2003 | ⊙    | Ortenaukreis Landkreis Emmendingen                                                                                       | 004718,89 | EM (3241,2) OG (1477,6) Gestauter Rhein, ehemalige Aue, ausgedehntes Altrheinsystem                                |
| Rheinniederung von der Rench- bis zur Murgmündung                               | weitere Bilder | 7114-441 | 555537868 | DE7114441 | 2006 | ⊙    | Landkreis Rastatt | 003105,40 | RA Gestauter Rhein mit ehemaliger Aue                                                                              |
| Riedmatten und Schiftunger Bruch                                                |                | 7214-441 | 555537877 | DE7214441 | 2006 | ⊙    | Landkreis Rastatt | 000375,08 | RA Wiesenniederungen von Schwarzwaldzuflüssen in der Rheinebene                                                    |
| Rohrsee                                                                         | weitere Bilder | 8125-441 | 555537945 | DE8125441 | 1994 | ⊙    | Bad Wurzach | 000110,52 | RV Größerer natürlicher eutropher Grundwassersee                                                                   |
| Saalbachniederung bei Hambrücken                                                | weitere Bilder | 6817-441 | 555537849 | DE6817441 | 2004 | ⊙    | Landkreis Karlsruhe | 000384,86 | KA Niederung, vom kanalisierten Saalbach durchflossen                                                              |
| Salemer Klosterweiher                                                           | weitere Bilder | 8221-401 | 555537956 | DE8221401 | 2001 | ⊙    | Salem Uhldingen-Mühlhofen                                                                                                | 000136,51 | FN Mehrere bewirtschaftete Fischteiche mit Röhrichtbeständen                                                       |
| Salenberg                                                                       | weitere Bilder | 7425-401 | 555537900 | DE7425401 | 2001 | ⊙    | Lonsee | 000028,08 | UL Wacholderheide auf einem Westhang im Weißen Jura                                                                |
| Schlichemtal                                                                    | weitere Bilder | 7717-401 | 555537917 | DE7717401 | 2001 | ⊙    | Epfendorf Dietingen | 000217,95 | RW Tal mit Umlaufberg und Schlichemklamm                                                                           |
| Schmiechener See                                                                | weitere Bilder | 7624-402 | 555537910 | DE7624402 | 2006 | ⊙    | Schelklingen Allmendingen                                                                                                | 000073,60 | UL Fast verlandeter See in alter Urdonau-Schlinge                                                                  |
| Schönberg bei Freiburg                                                          | weitere Bilder | 8012-441 | 555537934 | DE8012441 | 2006 | ⊙    | Landkreis Breisgau-Hochschwarzwald Freiburg im Breisgau                                                                  | 000068,68 | FR (4,9) FR (Stadt) (63,7) Mosaik mit verschiedenen Nutzungen am Schönberg-Nordhang                                |
| Schönbuch                                                                       | weitere Bilder | 7420-441 | 555537898 | DE7420441 | 2006 | ⊙    | Landkreis Tübingen Landkreis Böblingen Landkreis Reutlingen Landkreis Esslingen                                          | 015362,03 | TÜ (8024,6) BB (5384,6) RT (1381,6) ES (571,2) Buchenwaldgebiet mit Streuobstwiesen am Rand                        |
| Schwarzensee und Kolbenmoos                                                     |                | 8324-441 | 555537963 | DE8324441 | 2007 | ⊙    | Wangen im Allgäu | 000055,72 | RV Natürlicher eutropher See mit Verlandungsvegetation und Schilfgürtel                                            |
| Schwetzinger und Hockenheimer Hardt                                             |                | 6617-441 | 555537814 | DE6617441 | 2004 | ⊙    | Neckar-Odenwald-Kreis | 001436,22 | MOS Kiefernwald, offene und bewaldete Sanddünen                                                                    |
| Steinbruch Leimen                                                               | weitere Bilder | 6618-401 | 555537815 | DE6618401 | 2004 | ⊙    | Rhein-Neckar-Kreis Heidelberg                                                                                            | 000022,02 | HD (18,1) HD (Stadt) (4,0) Muschelkalksteinbruch mit Stollensystem                                                 |
| Streuobst- und Weinberggebiete zwischen Geradstetten, Rudersberg und Waldhausen | weitere Bilder | 7123-441 | 555537871 | DE7123441 | 2006 | ⊙    | Rems-Murr-Kreis Lorch | 002073,59 | WN (2026,8) AA (46,8) Streuobstwiesen und Weinberge                                                                |
| Stromberg                                                                       | weitere Bilder | 6919-441 | 555537857 | DE6919441 | 2004 | ⊙    | Enzkreis Landkreis Heilbronn Landkreis Ludwigsburg                                                                       | 010305,67 | LB (6158,1) PF (1970,9) HN (2176,7) Durch Bachtäler zerschnittener Zeugenbergkomplex                               |
| Südschwarzwald                                                                  | weitere Bilder | 8114-441 | 555537942 | DE8114441 | 2006 | ⊙    | Freiburg im Breisgau Landkreis Breisgau-Hochschwarzwald Landkreis Lörrach Landkreis Waldshut                             | 033515,91 | WT (13807,7) FR (9477,8) LÖ (9900,7) FR (Stadt) (329,7) Naturraum Hochschwarzwald zwischen Höllental und Hochrhein |
| Südwestalb und Oberes Donautal                                                  | weitere Bilder | 7820-441 | 555537921 | DE7820441 | 1999 | ⊙    | Landkreis Rottweil Landkreis Sigmaringen Landkreis Tübingen Landkreis Tuttlingen Zollernalbkreis                         | 043030,98 | BL (18470,6) TUT (16816,6) SIG (6416,9) TÜ (1185,8) RW (141,1) Kultur- und Naturlandschaft der Schwäbischen Alb    |
| Täler der Mittleren Flächenalb                                                  | weitere Bilder | 7624-441 | 555537911 | DE7624441 | 2006 | ⊙    | Alb-Donau-Kreis Landkreis Biberach Landkreis Reutlingen Ulm                                                              | 005692,36 | UL (4034,6) RT (1519,5) UL (Stadt) (132,0) BC (6,3) Tallandschaften der Schwäbischen Alb                           |
| Tierstein mit Hangwald und Egerquelle                                           | weitere Bilder | 7127-401 | 555537873 | DE7127401 | 2006 | ⊙    | Bopfingen | 000002,77 | AA Aussichtspunkt der Ostalb                                                                                       |
| Tüllinger Berg und Gleusen                                                      | weitere Bilder | 8311-441 | 555537960 | DE8311441 | 2007 | ⊙    | Landkreis Lörrach | 000581,86 | LÖ Kulturlandschaft mit Streuobst, Reben, Magerrasen                                                               |
| Überlinger See des Bodensees                                                    | weitere Bilder | 8220-404 | 555537955 | DE8220404 | 2001 | ⊙    | Allensbach Bodman-Ludwigshafen Konstanz Sipplingen Überlingen Uhldingen-Mühlhofen                                        | 002555,78 | KN (1108,1) FN (519,2) Bodenseeteil mit Steilufer                                                                  |
| Unteres Remstal                                                                 | weitere Bilder | 7121-442 | 555537870 | DE7121442 | 2006 | ⊙    | Waiblingen Fellbach Remseck am Neckar                                                                                    | 000571,42 | WN (411,5) LB (159,9) Kerbtal der Rems mit großen Schlingen                                                        |
| Untersee des Bodensees                                                          | weitere Bilder | 8220-401 | 555537952 | DE8220401 | 2006 | ⊙    | Konstanz Radolfzell am Bodensee Singen (Hohentwiel) Allensbach Gaienhofen Moos Öhningen Reichenau                        | 005915,33 | KN Großer Flachwassersee                                                                                           |
| Vogelinsel Max-Eyth-See                                                         | weitere Bilder | 7121-441 | 555537869 | DE7121441 | 2006 | ⊙    | Stuttgart | 000003,01 | S Insel in einem früheren Baggersee                                                                                |
| Vorland der mittleren Schwäbischen Alb                                          | weitere Bilder | 7323-441 | 555537890 | DE7323441 | 2007 | ⊙    | Landkreis Esslingen Landkreis Göppingen                                                                                  | 017003    | GP (5765,3) ES (11237,6) Kleinteilige Kulturlandschaft mit ausgedehnten Streuobstwiesen                            |
| Wachenberg bei Weinheim                                                         |                | 6418-401 | 555537784 | DE6418401 | 2006 | ⊙    | Rhein-Neckar-Kreis | 000023,31 | HD Porphyrsteinbruch, umgeben von Laub- und Mischwald                                                              |
| Wagbachniederung                                                                | weitere Bilder | 6717-401 | 555537830 | DE6717401 | 2012 | ⊙    | Landkreis Karlsruhe Rhein-Neckar-Kreis                                                                                   | 001041,89 | KA (862,9) HD (179,0) Niedermoor in Rheinmäanderzone                                                               |
| Weiher bei Maulbronn                                                            | weitere Bilder | 7018-401 | 555537862 | DE7018401 | 2004 | ⊙    | Enzkreis | 000142,73 | PF ehemalige Klosterweiher mit Schilf- und Rohrkolbenröhricht                                                      |
| Wiesenlandschaft bei Balingen                                                   | weitere Bilder | 7718-441 | 555537918 | DE7718441 | 2001 | ⊙    | Balingen Geislingen | 000969,45 | BL Wiesenlandschaft mit einzelnen Streuobstbeständen                                                               |
| Wiesenweihe Taubergrund                                                         | weitere Bilder | 6425-441 | 555537787 | DE6425441 | 2001 | ⊙    | Creglingen Igersheim Wittighausen                                                                                        | 001692,19 | TBB Landwirtschaftlich geprägte Ausläufer der Ochsenfurter Gäulandschaft                                           |
| Wurzacher Ried                                                                  | weitere Bilder | 8025-401 | 555537938 | DE8025401 | 2003 | ⊙    | Bad Wurzach | 001798,32 | RV Großer Moorkomplex                                                                                              |
| Wutach und Baaralb                                                              | weitere Bilder | 8116-441 | 555537943 | DE8116441 | 2006 | ⊙    | Blumberg Bräunlingen Donaueschingen Hüfingen Bonndorf im Schwarzwald Stühlingen Wutach Löffingen Friedenweiler Lenzkirch | 014002,46 | VS (8640,1) WT (3607,4) FR (1755,0) Schluchttal der Wutach mit Seitenflüssen                                       |
| Ziegelberg                                                                      | weitere Bilder | 7418-401 | 555537896 | DE7418401 | 2006 | ⊙    | Nagold | 000055,55 | CW Naturnahe, reich strukturierte Landschaft                                                                       |